# ПАС на літніх Олімпійських іграх 1956
Південно-Африканський Союз брав участь у XVI літніх Олімпійських іграх 1956 року в Мельбурні (Австралія) водинадцяте за свою історію.
50 спортсменів (44 чоловіки та 6 жінок) брали участь у змаганнях з 50 дисциплін у 10 видах спорту.
Збірна команда виборола 4 бронзові олімпійські медалі.
Наймолодшим членом збірної стала плавчиня Джанет Майбург (16 років 75 днів), найстарішим — яхтсмен Деніс Хегарті (44 роки 245 днів).

## Нагороди

### Бронза
- Генрі Лоубшер — бокс, чоловіки, перша напівсередня вага.
- Деніел Беккер — бокс, чоловіки, важка вага.
- Альфред Свіфт — велоспорт, чоловіки, гіт 1000 метрів.
- Мойра Ебернеті, Джанет Майбург, Наталі Майбург, С'юзан Робертс — плавання, жінки, естафета 4×100 метрів вільним стилем.